# أيمن السويدي
أيمن عوض صادق السويدي (1960 - 28 نوفمبر 2003)، رجل أعمال مصري، وهو صاحب مصنع السويدي للأدوات الكهربائية.
أقدم على الانتحار يوم 28 نوفمبر 2003 في العمارة رقم 23 بشارع محمد مظهر بحي الزمالك بالقاهرة بعد أن أطلق النار من رشاش 21 رصاصة على زوجته المطربة التونسية ذكرى بعد مشادة معها ثم عاجل مدير أعماله عمرو حسن صبري وزوجته خديجة صلاح حافظ أثناء وجودهما معه في صالة الشقة. وبعد ذلك أدخل ماسورة أحد المسدسين في فمه وأطلق منها رصاصة أنهت حياته.
كان متزوجا في فترة سابقة من الممثلة المصرية حنان ترك والراقصة والممثلة هندية والراقصة المغربية ناديا.